# 解放路 (宁波)
解放路，是浙江省宁波市的一条南北向城市主干路，起点位于永丰路、和义路交叉口，北接解放桥，南接灵桥路、兴宁桥、南永宁巷，全长3.0147公里，以中山路为界分为解放北路、解放南路:195，沿线原称鉴桥头、竹林巷、贯桥头、千岁坊、市心桥、新街衕口、广济桥、握兰庙跟、芝兰桥、新桥头、寿昌寺、三角地，1935年建成，北起盐仓门，南至三角地，称作南北大街，以中山路为界又分别称为北大路、南大路，1946年曾称中正北路、中正南路，1952年改为现名:43:561:225、244，1960年填三角地至永宁桥河道，与鄞奉路相接，1965年全线改建为沥青路，1996年全线改建:180，2005年解放南路改线，道路改至镇明路，2011年配合解放桥拓宽工程拓宽解放桥至苍水街段，2016年改造解放桥至大沙泥街段，2017年完工。

## 主要相交道路
- 北接解放桥
- 解放北路：
  - 西：永丰路、东：和义路
  - 苍水街
- 解放南路：
  - 西：中山西路、东：中山东路
  - 西：迎凤街、大梁街
  - 西：柳汀街、东：药行街
  - 大沙泥街、仓桥街
  - 开明街
  - 灵桥路、兴宁桥、南永宁巷